# Stictopisthus senegalensis
Stictopisthus senegalensis là một loài tò vò trong họ Ichneumonidae.